# 天海邮轮

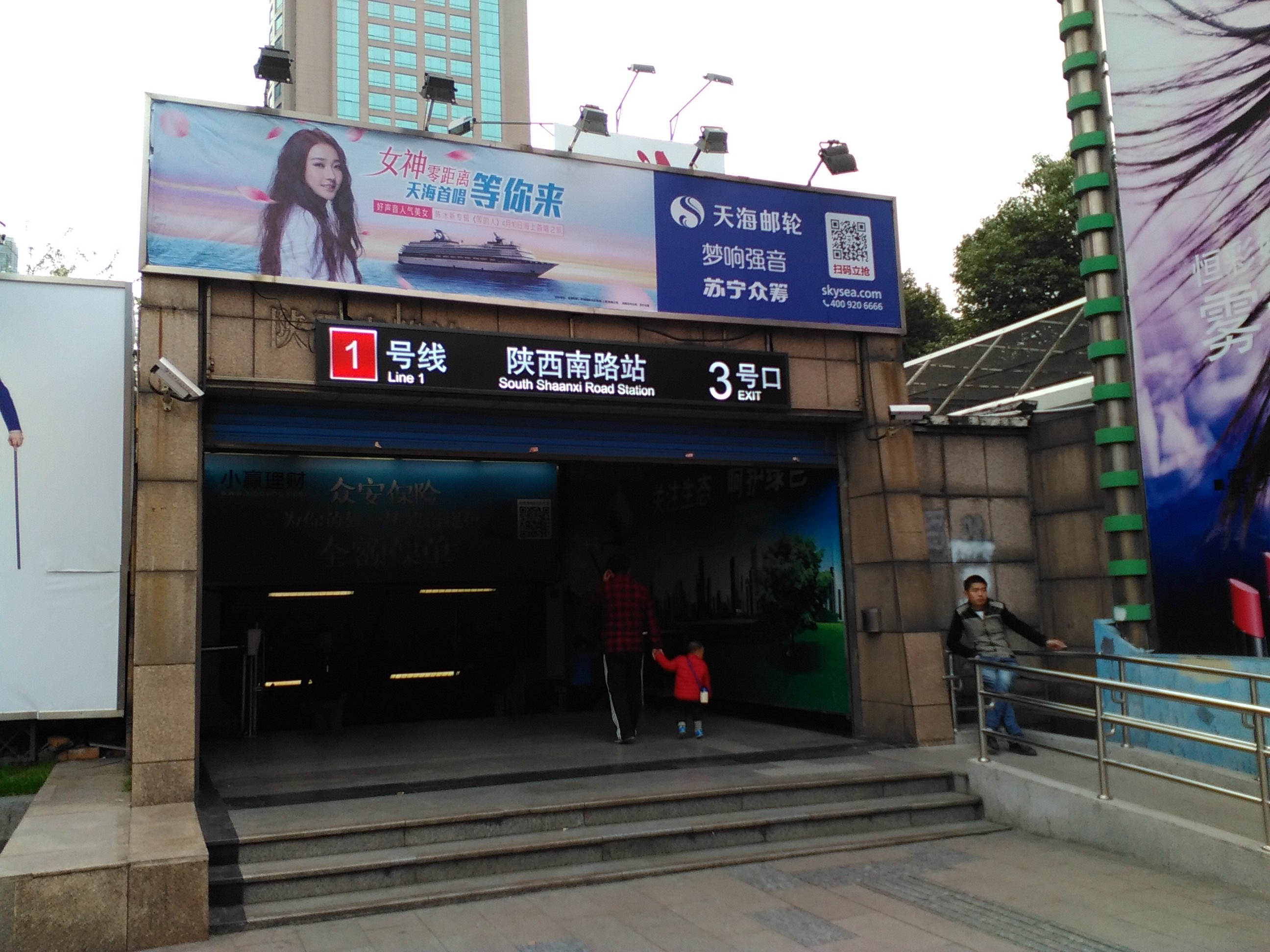
上海地铁1号线陕西南路站3号口的天海邮轮广告（2016年3月）

天海邮轮是中華人民共和國一家已不存在的遊輪公司，也是上海第一个本土化邮轮品牌。

## 歷史
2013年底，携程联合磐石资本等组建了天海邮轮。携程联合创始人范敏出任天海邮轮的董事长兼首席执行官。2014年9月，皇家加勒比将精致世纪号以2.2亿美元的价格卖给天海邮轮，郵輪更名天海新世纪号，該公司在两个月后入股。携程和皇家加勒比分别持有此公司35%的股权。2015年5月起，新世纪号邮轮開始运营。2018年秋天，由於中国邮轮市场供大于求以及天海邮轮难以与其他邮轮竞争而结束营业。结业之后部分员工被携程和皇家加勒比吸纳。天海邮轮旗下唯一的邮轮天海新世纪号将归于途易集团，並改名探险者2号。從开业至谢幕，天海邮轮总共运营近300个航次，服务约50万游客。